# Westelijke blonde tapuit
De westelijke blonde tapuit (Oenanthe hispanica) is een zangvogel uit de onderfamilie Saxicolinae, vroeger (en in betrekkelijk recente veldgidsen) de kleine lijsterachtigen of lijsters en tapuiten genaamd. Deze onderfamilie is nu ondergebracht bij de familie van de vliegenvangers.

## Kenmerken
De vogel is 13,5 tot 15,5 cm lang, het is een relatief kleine tapuit met een lange staart. Kenmerkend is de okergele rug. Het mannetje heeft in de broedtijd een brede, zwarte oogstreep. Deze soort heeft een lichte keel, terwijl de oostelijke blonde tapuit soms een verder doorlopende donkere keel heeft. Het vrouwtje is vrij egaal geelbruin.

## Verspreiding en leefgebied
De vogel komt voor in Zuid-Europa en westen van Noord-Afrika. Het leefgebied bestaat uit open landschap, ruig beweid gebied met her en der struiken en soms wat bomen, vaak met een stenige ondergrond. Ook in heuvelland, maar meestal lager dan 600 m boven zeeniveau. De westelijke blonde tapuit is een trekvogel die overwintert in het Sahelgebied.

## Status
De grootte van de populatie (van zowel westelijke als oostelijke blonde tapuit) werd in 2015 geschat op 4 tot 14 miljoen individuen. Deze tapuit gaat in aantal achteruit. Echter, het tempo ligt onder de 30% in tien jaar (minder dan 3,5% per jaar). Om deze redenen staat de blonde tapuit als niet bedreigd op de Rode Lijst van de IUCN.